# Antoninusi járvány

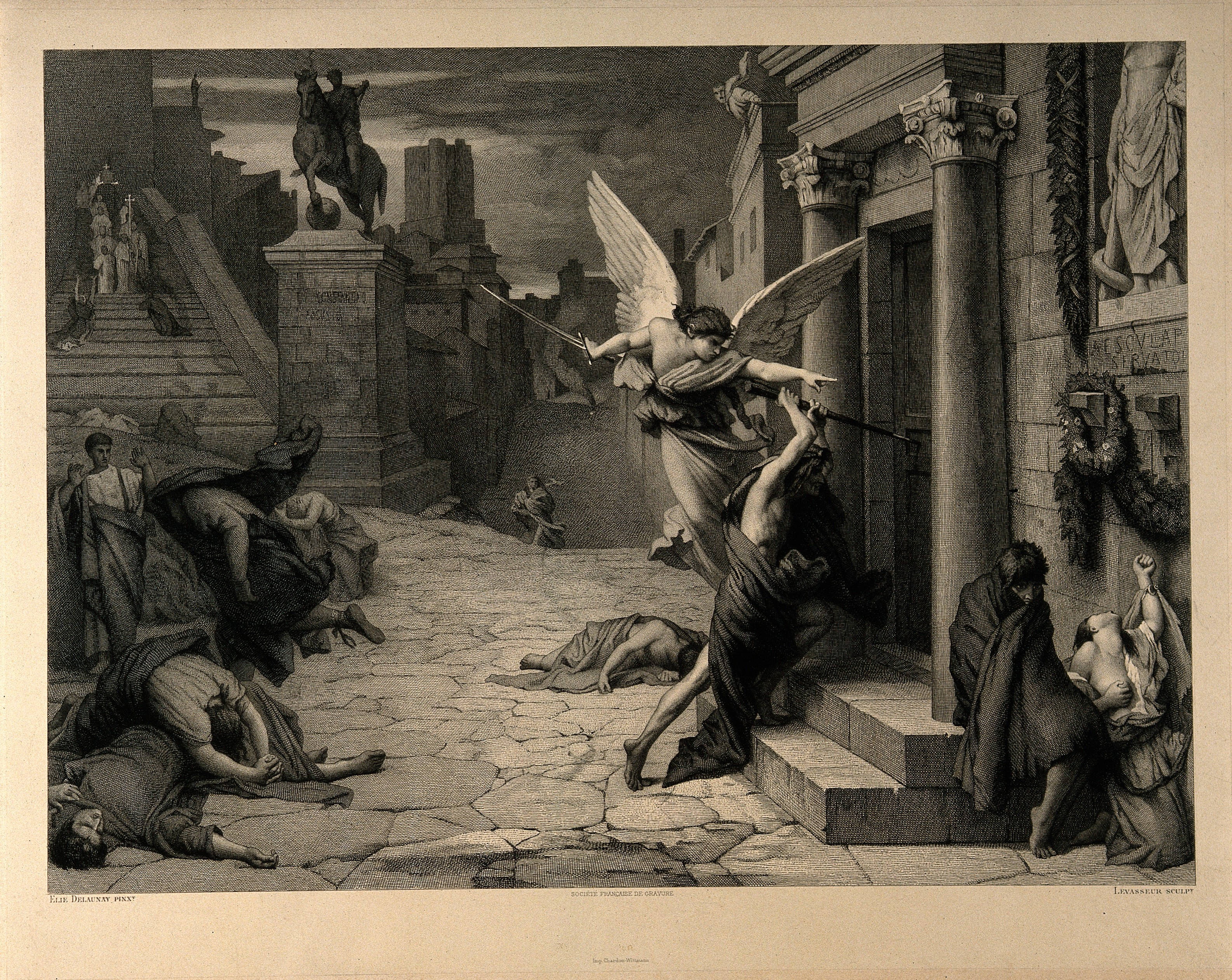
A halál angyala kopog az ajtón a római járvány idején (Levasseur metszete Jules-Elie Delaunay eredeti képe nyomán)

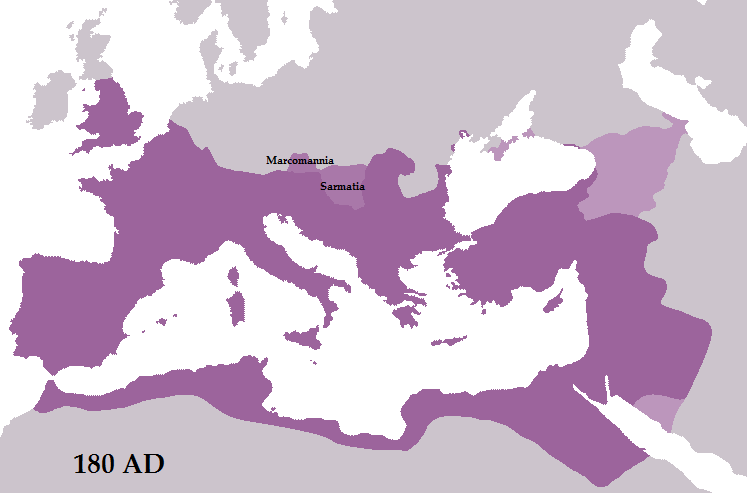
A Római Birodalom 180 körül

Az antoninusi vagy galénoszi járvány, vagy másképp antoninusi pestis (Pestis Antonina), i. sz. 165 és 180 között dúlt a Római Birodalomban; ez volt a birodalom első igazi pandémiája. Általános vélekedés szerint a járványt feketehimlő okozta.Korábban felmerült a kanyaró lehetősége is, de újabb vizsgálatok szerint a kanyaró vírusa csak később alakult ki. Feltehetően a járvány okozta Marcus Aurelius társcsászárának, Lucius Verusnak 169-es halálát. Kettejüket korábban Antoninus Pius császár fogadta örökbe, így a pandémia családnevükről kapta az elnevezését. 
Az ókori források egyetértenek abban, hogy a járvány azután jelent meg, hogy a rómaiak 165-166 telén kifosztották a mezopotámiai Szeleukeia városát, majd visszatértek Szíriába. Ammianus Marcellinus leírja, hogy a betegség Galliában és a Rajna mentén állomásozó légiók körében is elterjedt. Eutropius szerint a birodalom lakosságának jelentős része elpusztult. A kortárs Cassius Dio megírta, hogy kilenc évvel később újabb járvány sújtotta Rómát, ahol a megbetegedettek negyede, naponta kétezren haltak meg. Az áldozatok számát 5-10 millióra, a birodalom lakosságának nagyjából 10%-ára teszik. Különösen sokan estek áldozatul a városokban és a hadseregben.
Az antoninusi járvány az ún. Pax Romana utolsó éveiben zajlott, amikor a Római Birodalom befolyásának, területi nagyságának, lakosságszámának csúcspontján volt. Egyes történészek szerint a pandémia hozzájárult a későbbi válságos idők eljöveteléhez.

## Előzmények
A járványok nem voltak ritkák az ókorban, de az antoninusi járvány volt a Római Birodalom első ismert pandémiája, amely az egész államot érintette. A betegség sok millió embert megfertőzött és túlterjedt a birodalom határain, talán egészen Kínáig is. Kitörése Marcus Aurelius filozófus-császár uralkodása alatt történt, amikor a birodalom még aranykorát élte, bár ennek hamarosan vége szakadt. A birodalomnak ekkor becslések szerint 75 millió lakosa volt, itt élt az egész emberiség negyede; a későbbiekben a lélekszám már csak csökkent.
A gazdaság virágzásának ellenére a körülmények ideálisak voltak egy általános járvány számára. A lakosság egészségi állapota sok kívánnivalót hagyott maga után. Mintegy 20%-uk – ókori mércével mérve igen sokan – lakott a városokban, melyek közül a legnagyobbnak, Rómának kb. egymillió lakosa lehetett. A városok azonban nem tudták fenntartani magukat, a halálozás mindig is felülmúlta a születéseket és folyamatos betelepülésre volt szükség a lakosság számának fenntartásához. A várható élettartam huszonvalahány év lehetett és a gyerekek fele meghalt mielőtt elérte volna a felnőttkort. A magas népsűrűség és a higiénia hiánya kedvező körülményeket teremtett a betegségeknek. Emellett a közlekedés mind szárazon, mind vízen akadálymentes volt Britanniától egészen Egyiptomig, megteremtve a járványok gyors terjedésének lehetőségét. A helyi epidémiák viszonylag gyakoriak voltak, i. e. 43 és i. sz. 148 között legalább kilencről tudunk. Még a gazdagok környezete sem volt egészségesnek mondható; például Marcus Aurelius tizennégy gyermeke közül csak ketten érték meg a felnőttkort.
A megfelelő táplálkozásra (vagy hiányára) és a betegségek gyakoriságára utalhat a lakosság átlagos magassága. Sok ezer csontváz megmérése alapján megállapítható, hogy a római kori emberek átlagmagassága kisebb volt, mint a korai itáliai vagy a középkori embereké. Nem ez volt az első eset a történelemben, hogy a társadalmi fejlettség egészségügyi hátulütőkkel járt.

## A járvány lefolyása
A korabeli általános vélekedés szerint a járványt az okozta, hogy a római katonák megszentségtelenítettek egy templomot az Eufrátesz partján fekvő Szeleukeia városában, amely akkor a Pártus Birodalomhoz tartozott. Az első ismert megbetegedés a szmirnai szónokot, Aelius Aristidest érintette, aki ebbe majdnem belehalt. A következő évben a járvány elérte Rómát, 172-re pedig a birodalom szinte minden szögletét. A dunai limesen áttörő germán és szarmata hadakkal harcoló római hadsereg emiatt is súlyos veszteséget szenvedett, 169 januárjában pedig Marcus Aurelius társuralkodóját, Lucius Verust is elvitte a betegség.
A pandémia egészen 180-ig tombolt. Kilenc évvel később, 189-ben újabb járvány tört ki Rómában (kórokozója ennek sem ismert, lehetett ugyanaz, de egészen más is). A megbetegedettek negyede, naponta kétezer ember vesztette életét ekkor a városban. Nem tudjuk, hogy Rómán kívül más régiókat is érintett-e ez az epidémia.

## Kórokozó

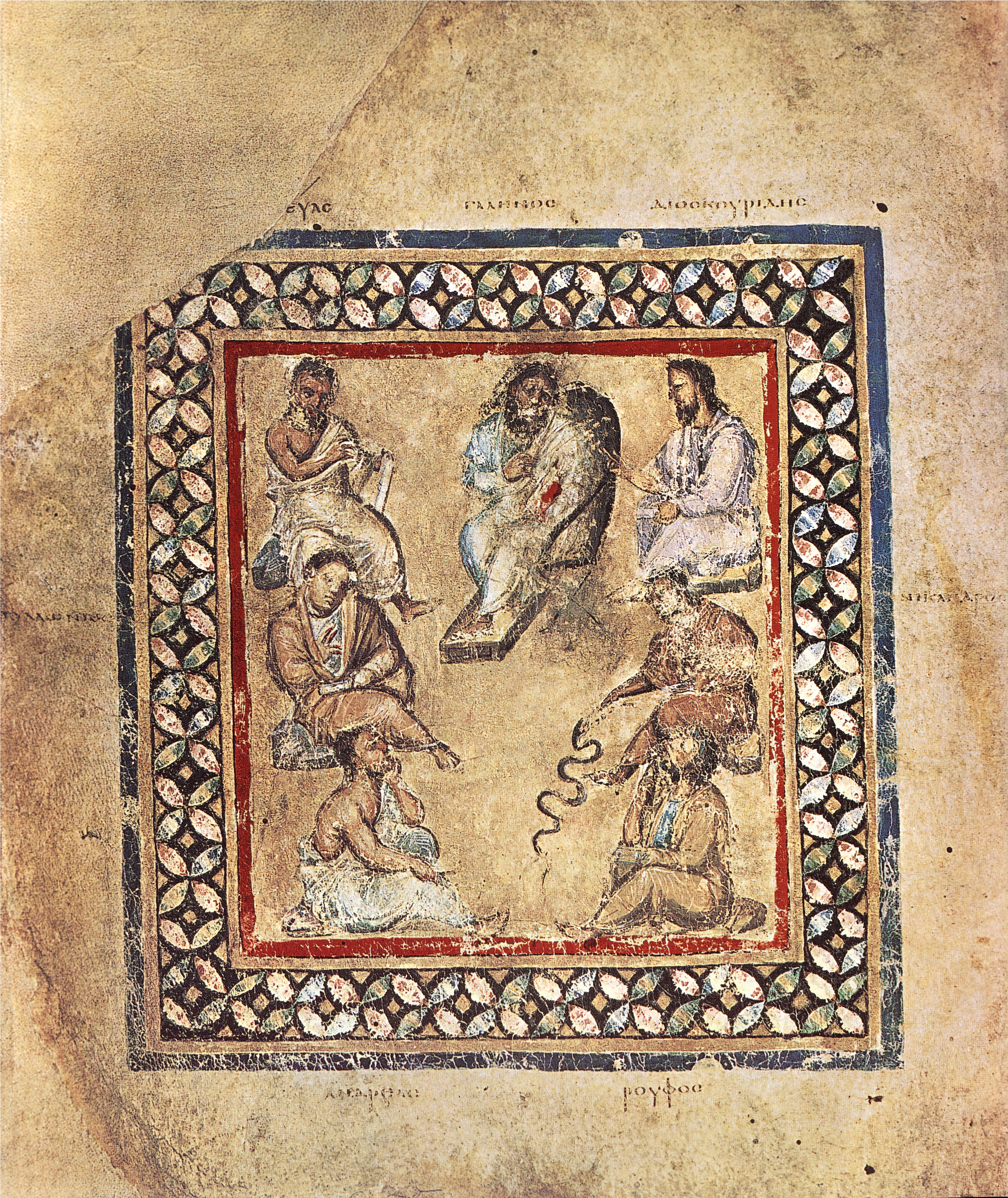
Orvoscsoport a 6. századi Vienna Dioscurides-ben: felül középen Galénosz látható

A pandémia kezdetén Galénosz, a híres görög orvos Rómából hazatért szülővárosába, a kis-ázsiai Pergamonba. A betegség itáliai terjedésével 168-ban a két császár visszahívta Rómába, majd a barbárok elleni háború főhadiszállására, Aquileiába irányították. Itt 168/169 telén tanúja volt a legionáriusok között pusztító járványnak. Galénosz Methodus Medendi ("A kezelés módszere") c. könyvében és más műveiben is leírta itteni megfigyeléseit. Ezek szerint a betegség sokáig tartott, tünetei között volt a láz, a hasmenés, a torokgyulladás. A kilencedik nap környékén a bőrön kiütések (esetenként gennyes kiütések) jelentkeztek. Leírása alapján nem lehet egyértelműen diagnosztizálni a betegséget, de általában úgy vélik, hogy az feketehimlő lehetett, még ha Galénosz megfigyelései nem is illenek teljesen erre a fertőzésre. A gyors terjedés és a magas halálozás arra utal, hogy a lakosság korábban nem találkozott a fertőzéssel és nem volt immunitása ellene. Korábban felmerült a kanyaró lehetősége is, de újabb molekuláris genetikai vizsgálatok szerint annak kórokozója csak 1000 körül alakult ki.

## Hatása
A járvány hatását illetően eltér a történészek véleménye. Egyesek szerint a pandémiával kezdődött a Római Birodalom hanyatlása, mások szerint viszont csak egy kisebb jelentőségű esemény volt, amelyet Galénosznak köszönhetően jól ismerünk, de nem különbözött lényegesen a birodalom egyes részeit sújtó járványoktól. Az áldozatok számát illetően eltérőek a becslések a birodalom lakosságának 2%-tól egészen a 33%-ig; 1,5-25 millió között. Leginkább a 10%-os, 7,5 millió áldozatot jelentő érték az elfogadott. A betegség halálozási rátáját a magas népsűrűségű városokban és a hadseregben 15%-ra teszik. Ha a kórokozó valóban a feketehimlő vírusa volt, amely az esetek negyedében öli meg a fertőzöttet, akkor eszerint a lakosság további 30%-a elkapta és túlélte a betegséget.

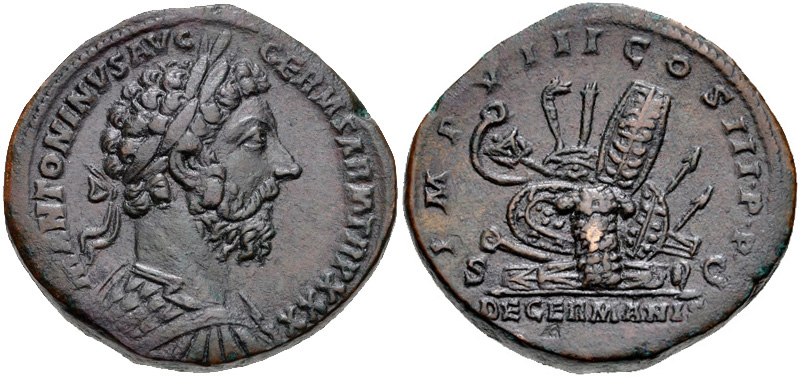
Marcus Aurelius markomannok fölött aratott győzelmének emlékre vert pénzérme

A járvány igen súlyosan érintette a hadsereget, amelynek létszáma egyes ókori szerzők szerint "majdnem a pusztulásig csökkent." Róma ekkor a dunai germán törzsek és az alföldi jazigok betörései ellen harcolt. A barbárok feldúlták a határprovinciákat: Noricumot, Pannoniát, Moesiát és Daciát, sőt egészen az itáliai Aquileiáig jutottak. Marcus Aurelius kénytelen volt "gladiátorok, rabszolgák és banditák" közül toborozni újabb katonákat. Két évnyi késedelem után a rómaiak 169-ben indítottak ellentámadást és 171-re kiűzték a barbárokat. A törzsek megregulázása és az utóharcok egészen 180ig eltartottak, amikor Marcus Aurelius is meghalt, nem kizárt, hogy a járvány következtében. A fertőzés nem kímélte a germánokat sem.

## A kínai kapcsolat
A szóban forgó időszakban (Huan és Ling császárok idejében) Kínában is rendszeresek voltak a járványok, például 151-ben, 161-ben, 171-ben, 173-ban, 179-ben, 182-ben és 185-ben is jegyeztek fel lokális endémiákat. A gyakori betegségek vezethettek a csodás gyógyításairól elhíresült Csang Csüe széleskörű népszerűségéhez, aki aztán 184-ben elindította a katasztrofális kimenetelű sárga turbánosok felkelését. Az antoninusi járvány kitörése gyanúsan egybeesik a római-kínai diplomáciai kapcsolatok felvételének időpontjával, ugyanis 166-ban első ízben érkezett római követség a tengeren Kínába és ajándékokat adtak át Huan császárnak egy bizonyos "Andun" császár nevében (ez alapján nem azonosítható, hogy Antoninus Piusról vagy az őt követő, szintén Antoninus családnevű Marcus Aureliusról van-e szó).
Bár a fertőzés átterjedése nem bizonyítható egyik irányban sem, a pandémia súlyosan visszavetette a római kereskedelmet az Indiai-óceánon és erősen csökkent a római eredetű árucikkek száma Délkelet-Ázsiában is. Teljesen azonban nem állt le, a rómaiak, majd Bizánc még évszázadokig importált selymet és fűszereket a keleti tengereken keresztül, míg Egyiptomot el nem foglalták a muszlimok.

## Fordítás
- Ez a szócikk részben vagy egészben  az   Antonine Plague című angol Wikipédia-szócikk ezen változatának fordításán alapul.  Az eredeti cikk szerkesztőit annak laptörténete sorolja fel. Ez a jelzés csupán a megfogalmazás eredetét és a szerzői jogokat jelzi, nem szolgál a cikkben szereplő információk forrásmegjelöléseként.